# Алтстримиг
Алтстримиг (њем. Altstrimmig) општина је у њемачкој савезној држави Рајна-Палатинат. Једно је од 92 општинска средишта округа Кохем-Цел. Према процјени из 2010. у општини је живјело 340 становника. Посједује регионалну шифру (AGS) 7135004.

## Географија
Алтстримиг се налази у савезној држави Рајна-Палатинат у округу Кохем-Цел. Општина се налази на надморској висини од 345 метара. Површина општине износи 8,9 km².

## Становништво
У самом мјесту је, према процјени из 2010. године, живјело 340 становника. Просјечна густина становништва износи 38 становника/km².